# 安氏高原鳅
安氏高原鳅（学名：Triplophysa angeli）为輻鰭魚綱鲤形目條鳅科高原鳅属的鱼类，是中国的特有物种。分布于四川西部雅砻江等，體長可達12.9公分，生活習性不明。 该物种的模式产地在中国川西。

## 扩展阅读
維基物種上的相關：安氏高原鳅